# Margaret Bakkes
Margaret Bakkes (Sterkstroom, 14 décembre 1931 - 29 juin 2016) est une romancière sud-africaine de langue afrikaans.

## Biographie
Margaret Bakkes a quatre enfants avec son mari, l'historien Cas Bakkes ; leurs fils C. Johan Bakkes et Christiaan Bakkes sont aussi des écrivains.